# Marmarth
Marmarth [ˈmɑːrməθ] är en ort i Slope County i North Dakota. Orten har fått sitt namn efter Margaret Martha Fitch som var barnbarn till järnvägsdirektören Albert J. Earling. Enligt 2020 års folkräkning hade Marmarth 101 invånare.